# Franciscus Johannes Maria Smits van Oyen
Franciscus Johannes Maria Smits van Oyen (Eindhoven, 5 juli 1895 - Turnhout (België), 7 juni 1984) was een Nederlands politicus. Hij was zoon van mr. Norbert Cornelis Maria Smits van Oyen en Elisabeth Johanna Eugenia Maria Hendrichs.
Smits van Oyen was een landbouwvoorman uit een Eindhovense patriciërsfamilie. Hij was kleinzoon van burgemeester Johannes Theodorus Smits van Oyen en oomzegger van burgemeester Josephus Theodorus Maria Smits van Oyen. Smits van Oyen was eigenaar van een landbouwbedrijf en bestuurder van de Noordbrabantse Christelijke Boerenbond. In de jaren twintig en dertig was hij raadslid (1923-1939), wethouder van Eindhoven (1924-1930) en lid Provinciale Staten van Noord-Brabant (1925-1935). Hij werd na de verkiezingen van 1946 landbouw-woordvoerder van de KVP in de Tweede Kamer, maar nam al na anderhalf jaar afscheid als lid. Vanaf januari 1946 was hij vier jaar voorzitter van de Katholieke Land- en Tuinbouwbond.
Hij trouwde in Nijmegen op 11 oktober 1928 met jkvr. Maria Louise Johanna Charlotte Virginia von Bönninghausen tot Herinckhave ('s-Gravenhage, 16 december 1906-Eindhoven, 23 september 1998). Zij kregen zes kinderen.
- Biografisch Portaal: 43262549
- Parlement.com: vg09ll936bze